# 安行領在家
安行領在家（あんぎょうりょうざいけ）は、埼玉県川口市の大字。郵便番号は333-0836。

## 地理
川口市の北部に位置する。一部をさいたま市緑区と接する。芝川が西側を流れ、農地や学校用地としての面積が多い。

## 歴史
もとは江戸期より存在した足立郡安行領に属する在家村であった。地名は荘園制下の存在に由来するものと考えられている。村の中央を芝川が流れていたので、水利の面では良かった。

### 沿革
- 1871年（明治4年）11月13日 - 第1次府県統合により埼玉県の管轄となる。
- 1874年（明治7年）- 安行領を冠称して安行領在家村に改称される（同郡内の現さいたま市桜区在家と区別するため）[4]。
- 1879年（明治12年）3月17日 - 郡区町村編制法により成立した北足立郡に属す。郡役所は浦和宿に設置。
- 1889年（明治22年）4月1日 - 町村制施行より、安行領根岸村・安行領在家村・道合村・神戸村・木曾呂村・東内野村・石神村・西新井宿村・新井宿村・赤山村・源左衛門新田・赤芝新田が合併し、神根村が成立する。安行領在家村は神根村の大字安行領在家となる。
- 1940年（昭和15年）4月1日 - 神根村が川口市に編入され、川口市の大字となる。
- 1979年（昭和54年）9月1日 - 大字安行領在家の一部から在家町、柳根町・北園町が成立[5]。

## 世帯数と人口
2018年（平成30年）3月1日現在の世帯数と人口は以下の通りである。
| 大字       | 世帯数 | 人口 |
| ---------- | ------ | ---- |
| 安行領在家 | 11世帯 | 27人 |

## 小・中学校の学区
市立小・中学校に通う場合、学区（校区）は以下の通りとなる。
| 番地 | 小学校             | 中学校             |
| ---- | ------------------ | ------------------ |
| 全域 | 川口市立在家小学校 | 川口市立在家中学校 |

## 交通

### 鉄道
地区内に鉄道は敷設されていない。武蔵野線東浦和駅が最寄りとなる。

### 道路
- たたら荘前通り

## 施設
- 川口市立在家中学校
- 川口市立在家小学校
- 川口短期大学 - 敷地の一部が安行領在家に掛かる。

## 関連文献
- 「在家村」『新編武蔵風土記稿』 巻ノ139足立郡ノ5、内務省地理局、1884年6月。NDLJP:763997/103。